# Championnats d'Europe de judo 2000
Navigation
Édition précédente Édition suivante
Les championnats d'Europe de judo 2000 se sont déroulés à Wroclaw, en Pologne. Pour ce qui est des épreuves par équipes, elles ont eu lieu à Alost, en Belgique le 18 novembre 2000 (voir article connexe).

## Résultats

### Hommes
| Catégorie         | Or                   | Argent           | Bronze                              |
| -60 kg            | Elchin Ismaylov      | Éric Despezelle  | Cédric Taymans Nestor Khergiani     |
| -66 kg            | Patrick van Kalken   | József Csák      | Girolamo Giovinazzo Georgi Georgiev |
| -73 kg            | Michel Almeida       | Vitaly Makarov   | Ferrid Kheder Giorgi Revazishvili   |
| -81 kg            | Sergei Aschwanden    | Ricardo Echarte  | Aleksei Budõlin Robert Krawczyk     |
| -90 kg            | Adrian Croitoru      | Mark Huizinga    | Ruslan Mashurenko Rasul Salimov     |
| -100 kg           | Youri Stepkine       | Daniel Gürschner | Franz Birkfellner Iveri Jikurauli   |
| +100 kg           | Dennis van der Geest | Tamerlan Tmenov  | Frank Möller Ernesto Pérez          |
| Toutes catégories | Aythami Ruano        | Selim Tataroğlu  | Frank Möller Aleksi Davitashvili    |

### Femmes
| Catégorie         | Or                | Argent               | Bronze                                |
| -48 kg            | Laura Moise       | Lioubov Brouletova   | Julia Matijass Sarah Nichilo-Rosso    |
| -52 kg            | Laëtitia Tignola  | Georgina Singleton   | Deborah Gravenstijn Ioana Maria Aluaş |
| -57 kg            | Barbara Harel     | Pernilla Andersson   | Jessica Gal Michaela Vernerová        |
| -63 kg            | Gella Vandecaveye | Séverine Vandenhende | Anna Saraeva Sara Álvarez             |
| -70 kg            | Úrsula Martín     | Kate Howey           | Ulla Werbrouck Ylenia Scapin          |
| -78 kg            | Céline Lebrun     | Chloe Cowen          | Uta Kühnen Anastasiya Matrosova       |
| +78 kg            | Karina Bryant     | Irina Rodina         | Johanna Hagn Christine Cicot          |
| Toutes catégories | Katja Gerber      | Lucia Morico         | Tea Dongouzachvili Tsvetana Bozhilova |

## Tableau des médailles
| Rang | Pays               | Médaille d'or | Médaille d'argent | Médaille de bronze | Total |
| ---- | ------------------ | ------------- | ----------------- | ------------------ | ----- |
| 1    | France             | 3             | 2                 | 3                  | 8     |
| 2    | Espagne            | 2             | 1                 | 2                  | 5     |
| -    | Pays-Bas           | 2             | 1                 | 2                  | 5     |
| 4    | Roumanie           | 2             | 0                 | 1                  | 3     |
| 5    | Russie             | 1             | 4                 | 2                  | 7     |
| 6    | Royaume-Uni        | 1             | 3                 | 0                  | 4     |
| 7    | Allemagne          | 1             | 1                 | 5                  | 7     |
| 8    | Belgique           | 1             | 0                 | 2                  | 3     |
| 9    | Azerbaïdjan        | 1             | 0                 | 1                  | 2     |
| 10   | Portugal           | 1             | 0                 | 0                  | 1     |
| -    | Suisse             | 1             | 0                 | 0                  | 1     |
| 12   | Italie             | 0             | 1                 | 2                  | 3     |
| 13   | Hongrie            | 0             | 1                 | 0                  | 1     |
| -    | Suède              | 0             | 1                 | 0                  | 1     |
| -    | Turquie            | 0             | 1                 | 0                  | 1     |
| 16   | Géorgie            | 0             | 0                 | 4                  | 4     |
| 17   | Bulgarie           | 0             | 0                 | 2                  | 2     |
| -    | Ukraine            | 0             | 0                 | 2                  | 2     |
| 19   | Autriche           | 0             | 0                 | 1                  | 1     |
| -    | Estonie            | 0             | 0                 | 1                  | 1     |
| -    | Pologne            | 0             | 0                 | 1                  | 1     |
| -    | République tchèque | 0             | 0                 | 1                  | 1     |

## Sources
- Podiums complets sur le site JudoInside.com.

- Podiums complets sur le site alljudo.net.

- Podiums complets sur le site Les-Sports.info.